# Pierre d'Hozier
Pierre d'Hozier, né le 10 juillet 1592 à Marseille et mort le 30 novembre 1660 à Paris, est un généalogiste français.
Il fut l'un des premiers qui aient fait de l'histoire généalogique une science.

## Biographie
Pierre d'Hozier était sieur de la Garde, du nom d'une petite propriété possédée par un ascendant présumé, Pierre Houzier, jardinier à Sens. Nicolas, fils de Pierre Houzier est le premier de la famille à s'intéresser à l'héraldique et aurait été le premier à se faire appeler d'Hozier. Un frère de Nicolas serait parti s'installer à Salon-de-Provence, à la suite de quoi la famille se dit originaire de cette ville.
Pierre d'Hozier, implanté à Paris vers 1631, obtint les faveurs successives de Louis XIII et de Mazarin. Il devint juge d'armes de France en 1641, c'est-à-dire commis royal chargé de certifier la noblesse, et transmit cette charge à ses descendants.
Il fut inhumé dans l'église Saint-André-des-Arts à Paris.
Il avait eu pour fils :
- Louis Roger d'Hozier (1634-1708), 2e juge d'armes de France
- Charles René d'Hozier (1640-1732), 3e juge d'armes de France

Il a composé la Généalogie des principales familles de France, ouvrage immense, en cent cinquante volumes, resté manuscrit.

Il a en outre dressé à part et fait imprimer la généalogie de plusieurs familles, telles que celles de Bretagne, de La Rochefoucauld, et de bien d'autres. Il a donné l'Histoire de l'ordre du Saint-Esprit, 1634. 
Il est également l'auteur de Généalogie de la Maison des Poussards, écrit en 1631. L'original est aux archives de La Rochelle, et un exemplaire se trouve dans le maire de Vandré, Charente Maritime